# 马特·卢塞纳
马特·卢塞纳（英語：Matt Lucena，1969年8月4日—），生于加利福尼亚州奇科，美国前男子网球运动员。他曾搭档梅雷迪思·麦格拉思获得1995年美国网球公开赛混合双打冠军。